# 石川凌雅
石川 凌雅（いしかわ りょうが、1995年8月24日 - ）は、日本の歌手、俳優。
東京都出身。株式会社エムドーン（M DAWN Inc.）所属。

## 略歴
2018年、テレビ東京で放送されたオーディション番組『ガチだん!』で勝ち抜いた、6人組ダンス&ボーカルグループ『スクランブルガム』のメンバーに選ばれ、芸能活動を開始する。
2021年11月30日をもってスクランブルガムを卒業した。
2022年2月、OFFICIAL SITEを開設。
2022年にミュージカル『刀剣乱舞』の肥前忠広役で注目を集める。同年9月、舞台『炎炎ノ消防隊』-地下からの奪還-の森羅日下部役で舞台初主演、座長を務める。
2023年、「ろくにんよれば町内会」番組内で行われた配役オーディションを勝ち取り、主人公クロ役を演じた。

## 人物
スポーツはバスケットボール、スケートボード、スノーボード、アイスホッケー、トレーニング。
特技はギター、イラストを描くこと。

## 出演

### 舞台
2019年
- 舞台『GREEN GRASS』（2019年11月23日 - 24日、アトリエファンファーレ東新宿） - 胡桃桜太郎 役[7]

2020年
- 舞台『コールド・ベイビーズ』（2020年2月5日 - 9日、中目黒キンケロ・シアター） - 中本藤真 役[8]
- 朗読劇『Letter -Re:start-』（2020年9月3日 - 6日、ウッディシアター中目黒） - 谷山利雄 役[9]

2022年
- ミュージカル『刀剣乱舞』〜江水散花雪〜（2022年1月30日 - 3月13日、アイプラザ豊橋 他） - 肥前忠広 役[10]
- ミュージカル『刀剣乱舞』〜真剣乱舞祭2022〜（2022年5月8日 - 6月26日、サンドーム福井 他） - 肥前忠広 役[11]
- 舞台『炎炎ノ消防隊』-地下からの奪還-（2022年9月17日 - 10月2日、サンシャイン劇場・京都劇場） - 森羅日下部 役[12]
- ちびまる子ちゃん THE STAGE 『はいすくーるでいず』（2022年12月15日 - 25日、天王洲銀河劇場） - 山根つよし（山根君） 役 [13]
- クリスマス☆リーディングステージ「クリスマス・イブのおはなし」（2022年12月28日、新国立劇場 小劇場） - トナカイ 役（日替わりキャスト）[14]

2023年
- 同窓会〜優しくて残酷な彼を偲んで〜（2023年1月11日・1月15日、マリーグラン赤坂） - 片城みそぎ 役（日替わりキャスト）[15]
- ロミオ＆ジュリエット（2023年1月28日 - 2月12日、Bunkamura シアターコクーン） - ベンヴォーリオ 役[16]
- 舞台『炎炎ノ消防隊』-五つ目の柱-（2023年3月24日 - 4月2日、メルパルクホール大阪・天王洲銀河劇場） - 森羅日下部 役[17]
- Stray Cityシリーズ『Club キャッテリア』（2023年5月12日 - 5月21日、品川プリンスホテル ステラボール ） - クロ 役[18]
- 『マッシュル-MASHLE-』THE STAGE（2023年7月4日 - 11日、東京国際フォーラム ホールC・2023年7月15日 - 7月17日、AiiA 2.5 Theater Kobe） - ランス・クラウン 役[19]
- ミュージカル『刀剣乱舞』 ㊇ 乱舞野外祭（2023年9月17日 - 24日、富士急ハイランド・コニファーフォレスト） - 肥前忠広 役[20]
- リーディングシアター『アドレナリンの夜』（2023年10月6日、東京建物 Brillia HALL） [21]
- 舞台『Grave Keepers』（2023年11月9日 - 19日、Mixalive TOKYO 6F Theater Mixa） - アラン・グレイブ 役[22]
- シンる・ひま オリジナ・る ミュージカ・る『ながされ・る君へ〜足利尊氏太変記〜』（2023年12月28日 - 31日、明治座） - 護良親王 役[23]

2024年
- 『ヒプノシスマイク -Division Rap Battle-』Rule the Stage -New Encounter- （2024年3月1日 - 3月17日、品川プリンスホテル ステラボール ・ 4月4日 - 7日、COOL JAPAN PARK OSAKA WWホール） - 山田一郎 役[24]
- ミュージカル『ロミオ＆ジュリエット』（2024年5月16日 - 6月10日、新国立劇場 中劇場 ・ 6月22日・23日、刈谷市総合文化センター ・ 7月3日 - 15日、梅田芸術劇場 メインホール） - ベンヴォーリオ 役[25]
- Stray Cityシリーズ『Club ドーシャ』（2024年8月1日 - 8月12日、IMM THEATER ・ 8月15日 - 18日、サンケイホールブリーゼ） - クロ 役
- 『ヒプノシスマイク -Division Rap Battle-』Rule the Stage -Grateful Cypher- （2024年10月4日 - 10月14日、TOKYO DOME CITY HALL） - 山田一郎 役
- ミュージカル『刀剣乱舞』 祝玖寿 乱舞音曲祭（2024年10月19日 - 20日、広島グリーンアリーナ・10月23日 - 24日、大阪城ホール） - 肥前忠広 役

2025年
- 舞台『WIND BREAKER』（2025年1月3日 - 5日、COOL JAPAN PARK OSAKA WWホール・1月10日 - 19日、シアターH） - 桜遥 役[26]
- ミュージカル『刀剣乱舞』〜坂龍飛騰〜（2025年3月23日 - 30日、TOKYO DOME CITY HALL・4月5日 - 26日、箕面市立文化芸能劇場 大ホール・5月2日 - 11日、TOKYO DOME CITY HALL） - 肥前忠広 役[27]
- ミュージカル『刀剣乱舞』目出度歌誉花舞 十周年祝賀祭（2025年7月29日・30日、東京ドーム） - 肥前忠広 役[28]
- 劇団おぼんろ 第26回本公演『ラルスコット・ギグの動物園』（2025年9月14日[注 1]、Mixalive TOKYO Theater Mixa） - 日替わりゲスト[29]
- 『ヒプノシスマイク -Division Rap Battle-』 Rule the Stage 《Buster Bros!!! ＆ Bad Ass Temple feat. 糸の会 ＆ WESTEND-MAFIA》（2025年10月18日 - 24日、Kanadevia Hall） - 山田一郎 役[30]
- 『忠臣蔵』（2025年12月12日 - 28日、明治座・2026年1月3日 - 6日、御園座・2026年1月17日、富山県民会館・2026年1月24日 - 27日、梅田芸術劇場） - 大高源吾 役[31]

2026年
- 『ヒプノシスマイク -Division Rap Battle-』Rule the Stage《Division Jam Tour》vol.3（2026年7月 - 8月〈予定〉） - 山田一郎 役[32]

### イベント
- ACTORS☆LEAGUE
  - in Basketball 2022（2022年10月11日、東京体育館） - チーム SPARK SEEDS[33]
  - in Baseball 2023（2023年7月3日、東京ドーム） - チーム GEM SCARLETS[34]
  - in Basketball 2023（2023年10月11日、東京体育館） - チーム SPARK SEEDS[35]
  - in Games 2024（2024年6月11日、幕張メッセ 幕張イベントホール） - チーム MAGICAL BERO[36]
  - in Dance 2024（2024年8月27日、有明アリーナ） - チーム THUNDER MONKEYS リーダー
  - in Basketball 2024（2024年9月3日、東京体育館） - チーム SPARK SEEDS
- 演劇ドラフトグランプリ2023（2023年12月5日、日本武道館）
- OTOKOMAE フェス（2024年1月16日、国立代々木競技場 第一体育館） - アラン・グレイブ 役
- ネルケプランニング30th ANNIVERSARY『ネルフェス2024』（2024年8月20日、日本武道館） - 山田一郎 役
- 「青春ミュージカルコメディ oddboys」英林館高校文化祭（2024年10月26日 - 10月27日、武蔵野の森総合スポーツプラザ　メインアリーナ）
- ネルケプランニング30th ANNIVERSARY『ネルフェス2024』後夜祭！（2025年1月25日、TOKYO DOME CITY HALL） - 桜遥 役
- 『ヒプノシスマイク -Division Rap Battle-』Rule the Stage《Hypnosis Delight Fes.》（2025年10月25日・26日〈予定〉、Kanadevia Hall） - 山田一郎 役[37]

### テレビ番組
- ろくにんよれば町内会 - 最強ヤンキー王決定戦（2022年10月11日・10月25日・11月1日、日本テレビ）‐ ゲスト出演
- ろくにんよれば町内会 - 舞台主役オーディション（2023年1月24日・1月31日、日本テレビ）‐ ゲスト出演
- バゲット（2023年3月28日、日本テレビ）‐ ゲスト出演
- じっくり聞いタロウ〜スター近況（秘）報告〜「ひろゆきVS大注目イケメン俳優」（2023年4月27日、Paravi・テレビ東京）‐ ゲスト出演
- ONE SONG -僕らを繋げた音-（2023年10月21日・10月28日・11月4日・11月11日、Hulu）
- ナゼそこ？（2023年12月7日、テレビ東京）‐ ゲスト出演

### テレビドラマ
- Club キャッテリア〜ラグとラガ〜（2024年4月2日・4月9日 - 、日本テレビ） - クロ 役[38]
- ゴーストヤンキー（2024年4月19日 - 5月17日、毎日放送） - 千葉丈助 役[39]
- 青春ミュージカルコメディ oddboys（2024年7月3日 - 、テレビ東京） - 九十九八景 役

### WEBドラマ/WEB番組
- 渋谷ボーイズスクランブル（2019年、LINE LIVE / YouTube） - 宇原総司 役[40]
- 箱入りミュータント（2023年 、DMM TV）‐ アチチ 役[41]
- 言劇ミュージカル『ピーマンチョコレートマーチ』（2023年 、DMM TV）‐ ピーマン 役[42]

### インターネット生配信
- アクターズリーグ☆パーティー＆二次会（2022年9月26日、ABEMA TV）
- シアコンTOWNオープン記念オンラインイベント 第二弾 Grave Keepers（2023年5月25日，シアターコンプレックスTOWN）
- 演劇ドラフト会議2023（2023年9月12日，シアターコンプレックスTOWN）

### 映画
- トラウマ。〜日常に潜む恐怖をあなたに〜 第5編「死に至る知覚と現象の法則」（2024年9月6日、松竹OSD事業室） - 主演[43]

### ライブ
- 4COLOURS LIVE
  - ONE SONG LIVE 2023 4COLOURS（2023年12月8日、ヒューリックホール東京）[44]
  - 4COLOURS LIVE 2024 -RE LOAD-（2024年12月9日、Zepp DiverCity（TOKYO））

### ファンイベント
- 石川凌雅 Birthday Event2022（2022年8月6日、大阪柏原市民文化会館・2022年8月13日、東京烏山区民会館）
- RYOGA'S VALENTINE'S DAY POP-UP SHOP & カレンダーお渡し会（2023年2月10日 - 2月19日、MAGNET by SHIBUYA109 5階イベントスペース）
- 石川凌雅 Birthday Event 2023（2023年9月30日、名古屋デザインホール・2023年10月9日、東京ニューピアホール）
- Ryoga Ishikawa Birthday Event 2024 〜IN MY ROOM〜（2024年8月24日、東京 日経ホール・2024年11月23日、ナレッジシアター）

## 書籍

### 雑誌連載
- TVガイドStage Stars vol.21 - （2023年2月28日 - 、東京ニュース通信社） - 「石川凌雅のHow to do?」[45]

## 作品

### カレンダー
- 石川凌雅カレンダー2023-2024（2023年2月）

### ディスコグラフィ
- 参加作品

| 発売日       | タイトル        | タイアップ                         | 歌                                                   | 規格品番  |
| ------------ | --------------- | ---------------------------------- | ---------------------------------------------------- | --------- |
| 2024年5月8日 | One Night Party | テレビドラマ「ゴーストヤンキー」ED | わんぱく団（石川凌雅・福澤侑・小坂涼太郎・寺坂頼我） | KICM-2151 |